# Rășinari
Rășinari là một xã thuộc hạt Sibiu, România. Dân số thời điểm năm 2002 là 5518 người.